# Craigengar
Craigengar är en kulle i Storbritannien.   Den ligger i kommunen Scottish Borders och riksdelen Skottland, i den centrala delen av landet, 500 km norr om huvudstaden London. Toppen på Craigengar är 519 meter över havet, eller 127 meter över den omgivande terrängen. Bredden vid basen är 2,8 km.
Terrängen runt Craigengar är kuperad österut, men västerut är den platt. Runt Craigengar är det ganska glesbefolkat, med 22 invånare per kvadratkilometer. Närmaste större samhälle är Livingston, 14,3 km norr om Craigengar. Trakten runt Craigengar består i huvudsak av gräsmarker.